# 泽尔梅盖多
泽尔梅盖多（義大利語：Zermeghedo），是意大利威尼托大区维琴察省的一个市镇。总面积2平方公里，人口1383人，人口密度691.5人/平方公里（2009年）。国家统计（ISTAT）代码为024120。